# Severo Sarduy
Severo Sarduy, né le 25 mai 1937 à Camagüey et mort le 8 juin 1993 à Paris 7e, est un poète, dramaturge, peintre, critique d'art et collectionneur cubain.

## Aperçu biographique
Severo Sarduy s'est établi en France en 1961. Il admirait Victor Vasarely, Wifredo Lam, Giuseppe Arcimboldo, Francesco Borromini, Robert Delaunay. Il a collaboré à de nombreuses publications, dont Nueva revista cubana, Lunes de Revolución, Carteles, Tel Quel, Mundo nuevo.
Il était l'ami de l'artiste argentin pionnier de l'art fractal, vivant à Paris, Carlos Ginzburg. Il est mort en exil en 1993 sans avoir pu retourner dans son pays et a été inhumé au cimetière parisien de Thiais.

## Œuvres
- Gestos (1963)
- De donde son los cantantes (1967). Traduction française : Écrit en dansant, Seuil, Paris, 1967.
- Escrito sobre un cuerpo (essais, 1969)
- La playa (pièce radiophonique, 1971)
- La caída (pièce radiophonique, 1971)
- Relato (pièce radiophonique, 1971)
- Los matadores de Hormigas (pièce radiophonique, 1971)
- Flamenco (poèmes, 1971)
- Mood Indigo (poèmes, 1971)
- Cobra  (roman, 1972). Traduction française : Cobra, Seuil, Paris, 1972.
- Barroco (essais, 1974). Traduction française : Barroco, Gallimard, Coll. Folio Essais, Paris, 1991.
- Big Bang (poèmes, 1974). Ilustraciones del pintor Ramón Alejandro. Traduction française : Big Bang, Fata Morgana, Montpellier, 1973.
- Para la voz (1977)
- Maitreya (1978). Traduction française : Maitreya, Seuil, Paris, 1980.
- Daiquiri (1980)
- Colibrí (1984). Traduction française : Colibri, Seuil, Paris, 1986.
- La micro-òpera de Benet Rossell (1984).
- Cocuyo (roman, 1990). Traduction française : Pour que personne ne sache que j’ai peur, Gallimard, Paris, 1991.
- Jean Cortot (1992).
- Pájaros de la playa (1993). Traduction française : Les oiseaux de la plage, Gallimard, Paris, 1994.
- La Plage, pièce de théâtre, mise en scène par Simone Benmussa au Théâtre du Rond-Point (1977).

### Filmographie
- Severo Sarduy, émission du 5 mars 1978, 57 min, in Guillermo Cabrera Infante ; Severo Sarduy, interviews par Joaquín Soler Serrano, Editrama, Barcelone, 2005, 1 h 50 min (DVD)